# Love and Death (1975)
Love and Death is een Amerikaanse filmkomedie uit 1975, geschreven en geregisseerd door Woody Allen.

## Verhaal
In het Keizerrijk Rusland smeden een neurotische soldaat en zijn verre nicht een complot om Napoleon te vermoorden.

## Rolverdeling
- Woody Allen als Boris Grushenko
- Diane Keaton als Sonja
- James Tolkan als Napoleon
- Harold Gould als Anton Ivanovich Lebedokov
- Olga Georges-Picot als Gravin Alexandrovna
- Beth Porter als Anna
- Zvee Scooler als Vader
- Jessica Harper als Natasha